# Zola Matumona
Zola Matumona (Kinshasa, 26 novembre 1981) è un ex calciatore congolese (Repubblica Democratica del Congo), di ruolo centrocampista.

## Palmarès

### Club

#### Competizioni nazionali
- Coppa della Repubblica Democratica del Congo: 1

Vita Club: 2001
- Girabola: 1

Primeiro de Agosto: 2006